# Juan López Turró
Juan López Turró   (Barcelona, 9 de maig de 1892 - segle XX) fou un futbolista català de la dècada de 1910.
Era conegut com Juanito, Turró o Turronaire. Jugava de davanter, normalment a la posició d'interior o extrem. Baixet i prim, destacava pel seu regat i joc eficaç, però també per la seva poca formalitat.
Començà a practicar el futbol l'any 1902 a l'equip infantil del club Catalonia jugant d'exterior dret. El 1904 ja jugava a l'infantil del RCD Espanyol, passant més tard al tercer equip i al segon el 1911. Amb el primer equip de l'Espanyol jugà durant molts anys, entre 1913 i 1922, fet que el convertí en un jugador emblemàtic del club durant aquells anys. Disputà 46 partits oficials en els quals marcà 17 gols. Els seus millors anys foren a la segona meitat de la dècada de 1910 on fou titular indiscutible a l'Espanyol i un habitual amb la selecció catalana. La temporada 1917-18 jugà amb l'Universitari SC.
Allargà la seva carrera jugant als anys vint al FC Santboià, i al reserva de l'Espanyol (1924).
Un cop retirat fou àrbitre de futbol.

## Palmarès
- Campionat de Catalunya de futbol:
  - 1911-12, 1914-15, 1917-18